# Bouchtata
Bouchtata è un comune dell'Algeria, situato nella provincia di Skikda.